# Капела Св. Архангела Гаврила на Православном гробљу у Сенти
Капела Св. Архангела Гаврила на Православном гробљу у Сенти, представља непокретно културно добро као споменик културе. Капелу посвећену св. Архангелу Гаврилу саградио је Јаков Крагујевић 1868. године као помен на свог сина Милана, који је погинуо у револуцији 1848. године.

## Архитектура капеле
Грађена је у необарокном стилу, приближно квадратне основе, са полигоналном апсидом на истоку и улазом на западу. На прочељу су улазна врата са сегментним луком, маркирана широм траком изведеном у малтеру. На фасади, између угаоних пиластара и врата, уграђена су два надгробна споменика породице Крагујевић, а изнад врата је плоча са натписом. Испод профилисаног поткровног венца на прочељу тече низ слепих аркада, централно изнад улаза, уздиже се барокни торањ подржаван у подножју извијеним калканима. Торањ има четири издужена прозора сегментног завршетка, који су смештени у увучена вертикална поља, каква се јављају и на полигоналној апсиди. Капела је покривена лимом, а у окружењу поплочана каменим плочама.
Унутрашњост капеле је једноставне обраде, а на олтарској мраморисаној дрвеној прегради су три лучно засведена отвора од којих је средњи нешто већи. Између отвора су постављене две престоне иконе: Богородица и Исус Христос, а изнад централног отвора је постављено Распеће са иконама Богородице, са десне стране и иконом св. Јована Богослова, са леве стране. Све четири иконе накнадно су постављене у капели и њихов рад се приписује Новаку Радонићу чије се име везује за најистакнутије представнике нашег романтизма. Иконе су рађене техником уља на платну, каширано на дрво. У олтарској апсиди осликана је на зиду икона Васкрсења, рад Петра Пилића, сенћанског молера, код кога су наши познати сликари Новак Радоњић и Аксентије Мародић учили основна сликарска знања.